# Vista Alegre (distrito de Nazca)
Vista Alegre é um distrito do Peru, departamento de Ica, localizada na província de Nazca.

## Transporte
O distrito de Vista Alegre é servido pela seguinte rodovia:
- PE-1S, que liga o distrito de Lima (Província de Lima à cidade de Tacna (Região de Tacna - Posto La Concordia (Fronteira Chile-Peru) - e a rodovia chilena Ruta CH-5 (Rodovia Pan-Americana)
- PE-30A, que liga o distrito de Nazca (Região de Ica) à cidade de Abancay (Região de Apurímac) [1][2][3]